# White pulsation
『white pulsation』（ホワイト パルセイション）は、2009年1月21日にジェネオンエンタテインメントから発売された、ELISAの1枚目のアルバムである。

## 概要
- アルバムタイトルは日本語で「白い鼓動」を意味する。
- 初回盤には、それまでに発売されたシングルのミュージッククリップやライブ映像が収録された特典DVDが付く。

## 収録曲
1. Prologue
  - 作曲・編曲：前嶋康明
2. euphoric field（English）
  - 作詞：酒井伸和（英訳詞：西田恵美）、作曲・編曲：天門
  - TVアニメ『ef - a tale of memories.』オープニングテーマ
3. ENDLESS ANTHOLOGY
  - 作詞・作曲:上松範康（Elements Garden）、編曲：菊田大介（Elements Garden）
4. HIKARI
  - 作詞：西田恵美、作曲：杉森舞、編曲：前口渉
  - TVアニメ『隠の王』エンディングテーマ
5. 時の迷宮
  - 作詞：西田恵美、作曲・編曲：あおい吉勇
6. Shining Wind
  - 作詞：西田恵美、作曲：佐伯高志、編曲：前口渉
7. BUTTERFLY〜眠れぬ森の蝶々〜
  - 作詞：及川眠子、作曲：田代智一、編曲：大坪直樹
8. ebullient future（English）
  - 作詞：酒井伸和（英訳詞：西田恵美）、作曲・編曲：天門
  - TVアニメ『ef - a tale of melodies.』オープニングテーマ
9. 鵬翼のプロフェシア
  - 作詞・作曲：志倉千代丸、編曲：水野大輔
10. Liar night
  - 作詞：酒井伸和、作曲・編曲：天門
11. 雪花幻想曲
  - 作詞・作曲・編曲：上松範康（Elements Garden）
12. ミカエルは眠る〜dans le coeur〜
  - 作詞：Satomi、作曲：Shusui、編曲：大坪直樹
13. Epilogue
  - 作曲・編曲：前口渉